# Canton de Borgo
Pour les articles homonymes, voir Borgo (homonymie).
Le canton de Borgo est une circonscription électorale française située dans le département de la Haute-Corse et la collectivité territoriale de Corse.

## Géographie
Ce canton est organisé autour de Borgo dans l'arrondissement de Bastia. Son altitude varie de 0 à 1 151 m.

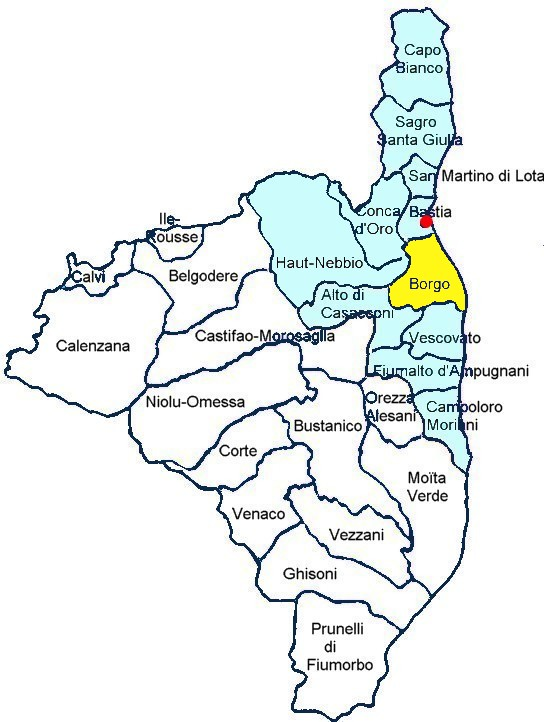
Localisation du canton de Borgo (en jaune) dans l'arrondissement de Bastia (en bleu).

## Histoire
- Créé en 1828, le canton de Borgo est modifié par le décret du 26 février 2014 qui entre en vigueur lors des élections départementales de mars 2015[2]. Il perd la commune de Biguglia qui est rattachée au canton de Biguglia-Nebbio, nouvellement créé.

- De 1833 à 1848, les cantons de Borgo et de Campitello avaient le même conseiller général. Le nombre de conseillers généraux était limité à 30 par département[3].

## Représentation

### Conseillers généraux de 1833 à 2015
| Période                                  | Période          | Identité                                                  | Étiquette                       | Qualité |
| ---------------------------------------- | ---------------- | --------------------------------------------------------- | ------------------------------- | --- |
| 1833                                     | 1839             | Jacques Antoine Gavini de Campile (1790-1859)             |                                 | Conseiller à la Cour royale de Bastia                                                                                       |
| 1839                                     | 1848             | Matthieu Luzi                                             |                                 | Propriétaire, maire de Biguglia Juge de paix à Borgo                                                                        |
| 1848                                     | 1855 (décès)     | Jean-Baptiste Sébastien , dit Tito de Caraffa (1801-1855) |                                 | Avocat puis conseiller à la Cour Impériale de Bastia, ancien conseiller d'arrondissement                                    |
| 1856                                     | 1859 (décès)     | Jacques Antoine Gavini de Campile                         |                                 | Président à la Cour de Montpellier                                                                                          |
| 1859                                     | 1864             | Dominique Morati                                          |                                 | Propriétaire à Borgo |
| 1864                                     | 1867             | Jean-Baptiste Giraud                                      |                                 | Lieutenant-colonel, élu en 1867 dans le canton de Campitello                                                                |
| 1867                                     | 1872 (démission) | Jean-Pierre Morati                                        | Républicain                     | Receveur des Finances Propriétaire à Bastia et à Paris                                                                      |
| 11 août 1872                             | 1877             | Gaston, Duc de Choiseul-Praslin (1834-1906)               | Républicain                     | |
| 1877                                     | 1883             | Albert Gaudin                                             | Bonapartiste                    | Avocat à Bastia |
| 1883                                     | 1889             | Ange Mariotti                                             | Républicain                     | Avocat |
| 1889                                     | 1895             | Pierre de Carbuccia                                       | Républicain gaviniste           | Avocat à Bastia |
| 1895                                     | 1910 (décès)     | Jean-Pierre de Morati                                     | Républicain                     | Propriétaire à Bastia et à Paris                                                                                            |
| 1910                                     | 1919             | Barthélemy de Morati                                      |                                 | Consul en retraite à Borgo                                                                                                  |
| 1919                                     | 1925             | Alexandre Gaudin                                          | PRS                             | |
| 1925                                     | 1940             | Nicolas Mordiconi                                         | RG                              | Maire de Lucciana |
|                                          |                  |                                                           |                                 | |
| 1945                                     | 1951             | Antoine Antoniotti                                        | Rad.                            | |
| 1951                                     | 1988             | Charles Galletti                                          | RI puis UDF                     | Agriculteur Maire de Lucciana Suppléant du député Jacques Gavini (1958-1962) puis du député Jacques Faggianelli (1967-1968) |
| 1988                                     | 2005 (démission) | Paul Natali                                               | RPR puis UMP                    | Administrateur de sociétés retraité Sénateur (1998-2005) Président du Conseil Général (1992-1998) Maire de Borgo            |
| 2005                                     | 2015             | Jean Dominici                                             | Union Libérale de Progrès (DVD) | Directeur de société à Lucciana                                                                                             |
| Les données manquantes sont à compléter. |                  |                                                           |                                 | |

### Conseillers d'arrondissement (de 1833 à 1940)
| Période                                  | Période | Identité                                | Étiquette | Qualité |
| ---------------------------------------- | ------- | --------------------------------------- | --------- | --- |
| 1833                                     |         | Jean Baptiste Sébastien de Caraffa      |           | Avocat à Bastia                                                                                             |
| 1845                                     | 1852    | Charles-François Morati                 |           | |
| 1852                                     | 1855    | François Mattei                         |           | |
| 1855                                     |         | Antoine-Baptiste Giovannoni de Ferrandi |           | Maire de Borgo                                                                                              |
| avant 1877                               | 1880    | Baptiste Antoniotti                     |           | |
| 1880                                     |         | Antoine Galletti                        |           | Propriétaire à Lucciana                                                                                     |
| 1904                                     | 1910    | M. Bagnaninchi                          |           | |
| 1910                                     |         | Joseph Vesperini                        |           | Propriétaire à Borgo                                                                                        |
| 1919                                     | 1922    | Vincent Cancellieri                     |           | Propriétaire à Lucciana                                                                                     |
| 1922                                     | 1928    | M. Tomasi                               |           | |
| 1928                                     | 1934    | Lazare Suzzoni                          |           | |
| 1934                                     | 1940    | M. Arrighi                              |           | |
| 1940                                     |         |                                         |           | Les conseils d'arrondissement ont été suspendus par la loi du 12 octobre 1940 et n'ont jamais été réactivés |
| Les données manquantes sont à compléter. |         |                                         |           | |

### Conseillers départementaux de 2015 à 2017
| Période élective | Période élective | Mandat | Mandat | Identité           | Nuance | Nuance | Qualité                                        |
| ---------------- | ---------------- | ------ | ------ | ------------------ | ------ | ------ | ---------------------------------------------- |
| 2015             | 2021             | 2015   | 2017   | Jean Dominici      |        | DVD    | Chef d'entreprise à Lucciana                   |
| 2015             | 2021             | 2015   | 2017   | Charlotte Terrighi |        | DVD    | Chef d'entreprise Maire de Vignale depuis 2002 |

Lors des élections départementales de 2015, le binôme composé de Jean Dominici et Charlotte Terrighi (DVD) est élu au 1er tour avec 77,19 % des suffrages exprimés, devant le binôme composé de Tony Cardi et Denise-Gracieuse Leca (FN) (17,11 %). Le taux de participation est de 45,13 % (3 495 votants sur 7 744 inscrits) contre 56,69 % au niveau départementalet 50,17 % au niveau national.

## Composition

### Composition avant 2015
Le canton regroupait quatre communes.
| Nom               | Code Insee | Codepostal | Superficie (km2) | Population (dernière pop. légale) | Densité (hab./km2) |
| ----------------- | ---------- | ---------- | ---------------- | --------------------------------- | ------------------ |
| Borgo (chef-lieu) | 2B042      | 20290      | 37,78            | 7 950 (2012)                      | 210                |
| Biguglia          | 2B037      | 20620      | 22,27            | 7 547 (2012)                      | 339                |
| Lucciana          | 2B148      | 20290      | 29,16            | 4 883 (2012)                      | 167                |
| Vignale           | 2B350      | 20290      | 10,69            | 184 (2012)                        | 17                 |

### Composition depuis 2015
Le nouveau canton de Borgo regroupe trois communes.
| Nom                           | Code Insee | Intercommunalité  | Superficie (km2) | Population (dernière pop. légale) | Densité (hab./km2) | Modifier                                    |
| ----------------------------- | ---------- | ----------------- | ---------------- | --------------------------------- | ------------------ | ------------------------------------------- |
| Borgo (bureau centralisateur) | 2B042      | CC de Marana-Golo | 37,78            | 10 102 (2022)                     | 267                | modifier les données · modifier les données |
| Lucciana                      | 2B148      | CC de Marana-Golo | 29,16            | 6 354 (2022)                      | 218                | modifier les données · modifier les données |
| Vignale                       | 2B350      | CC de Marana-Golo | 10,69            | 221 (2022)                        | 21                 | modifier les données · modifier les données |
| Canton de Borgo               | 2B06       |                   | 77,63            | 16 677 (2022)                     | 215                | modifier les données                        |

## Démographie

### Démographie avant 2015
| 1962  | 1968  | 1975  | 1982  | 1990   | 1999   | 2006   | 2011   | 2012   |
| ----- | ----- | ----- | ----- | ------ | ------ | ------ | ------ | ------ |
| 2 281 | 4 371 | 7 128 | 9 117 | 11 239 | 13 979 | 16 899 | 19 999 | 20 564 |

### Démographie depuis 2015
En 2022, le canton comptait 16 677 habitants, en évolution de +14,23 % par rapport à 2016 (Haute-Corse : +5,15 %, France hors Mayotte : +2,11 %).
| 2013   | 2018   | 2022   |
| ------ | ------ | ------ |
| 13 185 | 14 809 | 16 677 |